# Дзюпліна
Дзюпліна (пол. Dziuplina, нім. Daupe) — село в Польщі, у гміні Єльч-Лясковиці Олавського повіту Нижньосілезького воєводства.
Населення — 395 осіб (2011).
У 1975-1998 роках село належало до Вроцлавського воєводства.

## Демографія
Демографічна структура станом на 31 березня 2011 року:
|          | Загалом | Допрацездатний вік | Працездатний вік | Постпрацездатний вік |
| -------- | ------- | ------------------ | ---------------- | -------------------- |
| Чоловіки | 189     | 39                 | 134              | 16                   |
| Жінки    | 206     | 53                 | 122              | 31                   |
| Разом    | 395     | 92                 | 256              | 47                   |